# ماهی مرکب راه‌راه
ماهی مرکب راه راه (نام علمی: Sepioloidea lineolata) نام یک گونه از راسته سپیداج است.